# José Antonio Alarcón Gómez
José Antonio Alarcón Gómez OFM Cap. (ur. 28 lutego 1965 w Limie) – peruwiański duchowny katolicki, od 2024 biskup Huaraz.

## Życiorys

### Prezbiterat
Święcenia kapłańskie przyjął 30 lipca 1993 w Zakonie Braci Mniejszych Kapucynów. Był m.in. wychowawcą w zakonnym postulacie, ekonomem i przełożonym peruwiańskiej prowincji kapucyńskiej, ekonomem, moderatorem kurii oraz wikariuszem biskupim diecezji Huánuco ds. życia konsekrowanego, a także przełożonym klasztoru w Limie i wikariuszem miejscowej parafii.

### Episkopat
17 września 2024 papież Franciszek mianował go biskupem diecezji Huaraz. 12 grudnia 2024 przyjął sakrę biskupią w sanktuarium Señor de la Soledad w Huaraz z rąk biskupa Neriego Vargasa OFM. 